# Фримонт (Охајо)
Фримонт (енгл. Fremont) град је у америчкој савезној држави Охајо.

## Демографија
По попису из 2010. године број становника је 16.734, што је 641 (-3,7%) становника мање него 2000. године.
| Група             | 2000.          | 2010.          |
| Белци             | 13.407 (77,2%) | 12.059 (72,1%) |
| Афроамериканци    | 1.441 (8,3%)   | 1.384 (8,3%)   |
| Азијати           | 41 (0,2%)      | 54 (0,3%)      |
| Хиспаноамериканци | 2.140 (12,3%)  | 2.700 (16,1%)  |
| Укупно            | 17.375         | 16.734         |